# Mastus
Mastus ist eine Gattung der Familie der Vielfraßschnecken (Enidae) aus der Unterordnung der Landlungenschnecken (Stylommatophora).

## Merkmale
Die rechtsgewundenen, selten linksgewundenen, länglich-eiförmigen bis breit-eiförmigen Gehäuse werden 10 bis 25 mm hoch und 4 bis 9 mm breit. Sie haben 6,5 bis 8 Windungen mit nur schwach gewölbter Peripherie und flacher Naht. Die Gehäusegröße und -form kann innerhalb einer Art oder Population etwas variieren. Die Mündung ist in Größe und Form von Art zu Art sehr variabel. Die weißlichen Mündungsränder sind scharf, mehr oder weniger stark umgebogen und teils auch verdickt. Die Ansatzstellen der Mündung an die vorige Windung sind meist nicht angenähert, können aber durch eine mehr oder weniger dicke weißliche Lage miteinander verbunden sein. Die Mündungsebene steht leicht schräg zur Gehäuseachse. Die letzte Windung steigt erst kurz vor dem Mündungsrand leicht an, wenn überhaupt. Die Mündung ist im Allgemeinen ohne Zähne; lediglich ein schwacher, angularer Tuberkel tritt häufig auf. Die gelblich-weißen bis dunkelbraunen Gehäuse haben eine glatte Oberfläche, oder die Oberfläche weist feine bis grobe Anwachsstreifen auf.
Im männlichen Trakt des Geschlechtsapparates tritt der lange, um die Vagina geschlungene, wenig gewundene Samenleiter in den vergleichsweise langen Epiphallus ein. An der Eintrittsstelle sitzt ein wurmförmiges Flagellum. Etwa in der Mitte bezogen auf die Epiphalluslänge sitzt das konische Epiphalluscaecum. Der Epiphallus ist etwa doppelt (oder mehr als doppelt) so lang wie der Penis. Am Übergang Epiphallus/Penis ist der Penis stark verdickt. Die Dicke nimmt zur Einmündung des Penis in das Atrium allmählich auf etwa die Hälfte ab. Peniscaecum und Penisappendix fehlen. Der Stimulator im Innern des Penis ist zapfenförmig mit einer Längsrinne. Der einheitliche Retraktormuskel setzt in der Mitte oder in der proximalen Penishälfte (zum Epiphallus hin) an. Im weiblichen Trakt ist der freie Eileiter (Ovidukt) etwa doppelt so lang wie die Vagina. Die Spermathek ist relativ lang, der Stiel aber nicht gewunden. Die Blase kommt etwa in nahe der Eiweißdrüse zu liegen. Kurz vor der Blase zweigt ein mäßig langes Divertikel ab, das am Ende keulenförmig verdickt ist.

## Geographische Verbreitung
Das Verbreitungsgebiet der Gattung reicht vom östlichen Mittelmeerraum und den Karpaten über Kleinasien bis zum Nahen Osten, in den Kaukasus und den Nordiran.

## Taxonomie
Die Gattung wurde 1837 von Henrik Henriksen Beck aufgestellt. Sie wurde von verschiedenen Autoren auch als Untergattung von Chondrula bewertet (z. B. Schileyko, 1998). In neueren Arbeiten wird sie dagegen als eigenständige Gattung angesehen (Welter Schultes, Fauna Europaea und Gümüş & Neubert). Typusart ist Helix pupa Linnaeus, 1758 durch die spätere Bestimmung durch Herrmannsen (1847–49).
- Gattung Mastus Beck, 1837
  - Mastus abundans Maassen, 1995
  - Mastus alpicola (Kimakowicz, 1890)
  - Mastus amenazada Welter-Schultes, 1999
  - Mastus athensis (Pfeiffer, 1847)
  - Mastus bielzi (Kimakowicz, 1890)
  - Mastus butoti Maassen, 1995
  - Mastus carneolus (Mousson, 1863)
  - Mastus claudia Maassen & Welter-Schultes, 1998
  - Mastus cretensis (Pfeiffer, 1846)
  - Mastus emarginatus (Deshayes, 1835)
  - Mastus etuberculatus (Frauenfeld, 1867)
  - Mastus gittenbergeri Maassen, 1995
  - Mastus giuricus (Westerlund, 1902)
  - Mastus grandis (Mousson, 1859)
  - †Mastus gymnesica Quintana, 2006, Pleistozän
  - Mastus ierapetranus Maassen, 1995
  - Mastus olivaceus (Pfeiffer, 1846)
  - Mastus ponticus (Retowski, 1887)
  - Mastus pupa (Linnaeus, 1758)
  - Mastus pusio (Broderip, 1836)
  - Mastus riedeli Maassen, 1995
  - Mastus rossmaessleri (Pfeiffer, 1847)
  - Mastus sitiensis Maassen, 1995
  - Mastus sphakiotus Maassen, 1995
  - Mastus transsylvanicus (Kimakowicz, 1883)
  - Mastus turgidus (Kobelt, 1877)
  - Mastus unius (Boettger, 1885)
  - Mastus venerabilis (Pfeiffer, 1853)
  - Mastus violaceus Maassen, 1995

## Belege

### Online
- AnimalBase: Mastus Beck, 1837